# アップタウン・ハドソン・チューブ
アップタウン・ハドソン・チューブ (Uptown Hudson Tubes) は、PATHトレイン専用の鉄道トンネル。ニューヨーク市ロウアー・マンハッタンとニュージャージー州ジャージーシティを結んでいる。

## 隣接する橋/トンネル
- 上流のトンネル：　ノースリバートンネル　North River Tunnels （アムトラック、ニュージャージー・トランジット）
- 下流のトンネル：　ホランドトンネル　Holland Tunnel (I-139, I-78)